# Ристонки (Фиренца)
Ристонки је насеље у Италији у округу Фиренца, региону Тоскана.
Према процени из 2011. у насељу је живело 4 становника. Насеље се налази на надморској висини од 562 м.